# 拜尔热尼·鲍尔瑙巴什
拜尔热尼·鲍尔瑙巴什（匈牙利語：Berzsenyi Barnabás，1918年2月12日—1993年6月18日），匈牙利男子击剑运动员。他曾代表匈牙利参加1952年和1956年夏季奥林匹克运动会击剑比赛，获得一枚银牌。